# 姥ざかり
『姥ざかり』（うばざかり）は、田辺聖子による日本の小説。1981年に新潮社より出版された。続編として『姥ときめき』『姥うかれ』『姥勝手』がある。
1986年より1988年まで関西テレビ制作・フジテレビ系列の「花王名人劇場」にて７回に渡りテレビドラマ化されている。
1982年より関西芸術座にて『姥ざかり』『姥ときめき』が舞台化されている。2024年に関西俳優協議会により『姥ざかり～2024～』が舞台化された。

## 概要
主人公・山本歌子は、東神戸のマンションで悠々自適の一人暮らしを楽しむ花の76歳。戦後、頼りない夫に代わって船場の老舗服地問屋を再興し、三人の息子を育て上げた歌子は、夫を見送り、商売を長男に継がせて引退後は、華道や油絵や英会話を習い、海外に旅行し、宝塚歌劇を見……と、自由にして活発な日々を謳歌している。そんな、今まさに姥ざかり真っ只中の歌子と、周囲の人間たちとの間に展開する様々な事件が、関西弁を駆使した著者お得意のユーモラスにして軽妙洒脱な筆致で描かれる。

## 単行本・文庫本
- 『姥ざかり』（新潮社 1981.8）
- 『姥ときめき』（新潮社 1984.5）ISBN 9784103134190（4103134194）
- 『姥うかれ』（新潮社 1987.12）ISBN 9784103134206（4103134208）
- 『姥勝手』（新潮社 1993.9）ISBN 9784103134251（4103134259）
- 『姥ざかり（新潮文庫）』（新潮社 1984.5）ISBN 9784101175133（4101175136）
- 『姥ときめき（新潮文庫）』（新潮社 1987.7）ISBN 9784101175188（4101175187）
- 『姥うかれ（新潮文庫）』（新潮社 1990.11）ISBN 9784101175195（4101175195）
- 『姥勝手（新潮文庫）』（新潮社 1996.4）ISBN 9784101175249（4101175241）

## サブタイトル

### 『姥ざかり』（新潮社 1981.8）
- 「姥ざかり」
- 「爺捨の月」
- 「姥日和」
- 「姥嵐」
- 「姥野球」
- 「姥処女」
- 「姥ごよみ」
- 「姥あきれ」
- 「姥スター」

### 『姥ときめき』（新潮社 1984.5）
- 「姥ときめき」
- 「姥見合」
- 「姥湯ざめ」
- 「姥なぜ」
- 「姥ひや酒」
- 「姥探偵」
- 「姥雲隠れ」

### 『姥うかれ』（新潮社 1987.12）
- 「姥とちり」
- 「姥鍍金（メツキ）」
- 「姥だてら」
- 「姥蛍」
- 「姥けなげ」
- 「姥まくら」
- 「姥鴉」

### 『姥勝手』（新潮社 1993.9）
- 「姥寝酒」
- 「姥ぷりぷり」
- 「姥芙蓉」
- 「姥ちっち」
- 「姥あらくれ」
- 「姥勝手」

## エピソード
- 歌子の年齢設定は、『姥ざかり』：76歳、『姥ときめき』：77歳、『姥うかれ』：78歳、『姥勝手』：80歳、である。
- 『姥ざかり』所収「姥スター」の作中で、歌子が叔母と観劇する「宝塚春の踊り」は、宝塚歌劇昭和56年３月花組公演グランド・ショー『宝塚春の踊り―花の子供風土記―』（植田紳爾／作・演出）である。
- 『姥ときめき』所収「姥なぜ」の作中で、歌子が鼻歌を唄いつつオムレツを作る時の「リズムにぴったり」だと言う「おお宝塚」は、宝塚歌劇昭和５年８月月組公演（※初演）巴里土産レヴユー『パリゼット』（白井鐵造／作・振付）の主題歌の一つ「おゝ宝塚」（白井鐵造／日本語詞，ハリー・カールトン／作詞・作曲（原曲：Constantinople））である。
- 『姥うかれ』所収「姥けなげ」の作中で、歌子が次男の嫁からの電話の途中で口ずさむ「ラ・ベル・たからづか　ラ・ベル・うつくしき……」は、宝塚歌劇昭和54年６月月組公演グランド・レビュー『ラ・ベルたからづか―美しき宝塚―』（白井鐵造／作・演出，小原弘亘（小原弘稔）／演出）の主題歌「ラ・ベルたからづか」（白井鐵造／作詞，中元清純／作曲）である。同じく「うるわしの思い出　モン・パリ　わがパリ……」は、昭和２年９月花組公演『モン・パリ―吾が巴里よ！―』（岸田辰彌／作）で主題歌として歌われたシャンソン「モン・パリ」（ジャン・ボワイエ，ヴァンサン・スコット／作曲，リュシアン・ボワイエ／作詞，岸田辰彌／訳詞）で、この曲は『ラ・ベルたからづか』の中でも歌われている。

## ドラマ

### 1986年5月4日（花王名人劇場「姥ざかり」）
- 京マチ子 - 山本歌子
- 山城新伍 - 良一（長男）
- 頭師孝雄 - （次男）
- 三浦浩一 - 雄三（三男）
- 柳川慶子 - 治子（長男の嫁）
- 白川和子 - （次男の嫁）
- 高見恭子 - 須美子（三男の嫁）
- 正司歌江
- 船越英二 - （歌子の男友達）

### 1986年6月29日（花王名人劇場「姥ざかりII」）
- 京マチ子
- 山城新伍
- 頭師孝雄
- 三浦浩一
- 柳川慶子
- 高見恭子
- 正司歌江
- 飯干恵子 - 雅子（歌子の孫）
- 辰巳柳太郎 - 源次郎（歌子の初恋の人）

### 1986年9月14日（花王名人劇場「姥ざかりIII カレは19歳」）
- 京マチ子
- 山城新伍
- 頭師孝雄
- 三浦浩一
- 柳川慶子
- 白川和子
- 高見恭子
- 飯干恵子
- 尾美としのり

### 1986年11月16日（花王名人劇場「姥ざかり4 京都初恋事件」）
- 京マチ子
- 山城新伍
- 三浦浩一
- 柳川慶子
- 正司歌江
- 丹波哲郎 - 神埼

### 1987年2月15日（花王名人劇場「姥ざかり5 なんてったって姑」）
- 京マチ子
- 山城新伍
- 三浦浩一
- 高見恭子
- 正司歌江
- 真野あずさ - 幸子

### 1987年5月3日（花王名人劇場「姥ざかり6 あした女になあれ」）
- 京マチ子
- 山城新伍
- 三浦浩一
- 高見恭子
- 白川和子
- 野川由美子 - ミツ江
- 湯原昌幸 - 川口

### 1988年12月25日（花王名人劇場「新・姥ざかり」）
- 京マチ子
- 山城新伍
- 三浦浩一
- 柳川慶子
- 白川和子
- 高見恭子
- 佐野量子

## 舞台

### 1982年11月（関西芸術座『姥ざかり』）
- 新屋英子／脚本
- 道井直次／演出
- 藤山喜子 - 歌子

### 1985年4月（関西芸術座『姥ときめき』）
- 新屋英子／脚本
- 道井直次／演出
- 藤山喜子 - 歌子

### 1993年8月（関西芸術座『姥ざかり』）
- 新屋英子／脚本
- 道井直次／演出
- 藤山喜子 - 歌子

### 2008年3月（関西芸術座『姥ざかり』）
- 新屋英子／脚本
- 梶本潔／演出
- 藤山喜子 - 歌子
- 路井恵美子
- 小笠原町子
- 溝田潔
- 北見唯一

### 2024年2月16日（金）～18日（日）吹田市文化会館　メイシアター小ホール（関西俳優協議会『姥ざかり～2024～』）
- 駒来愼／脚本
- 門田裕／演出
- 和泉敬子 - 山本歌子
- 要冷蔵 - 山本良一（歌子の長男）
- 森畑結美子 - 治子（良一の妻）
- 牛丸裕司 - 山本清昭（歌子の次男）
- 杜山碧 - 道子（清昭の妻）
- 田中孝史 - 山本三郎（歌子の三男）
- 里吉萌亜 - 須美子（三郎の妻）